# BMW E39
BMW E39 — четвертое поколение легковых автомобилей немецкой марки BMW 5 серии, которое выпускалось с 1995 по 2004 год включительно. Предшественником данного поколения были автомобили поколения E34, а ему на смену пришло поколение Е60 (в 2003 году), и BMW F10 (в 2010 году) в совершенно новом стиле BMW. Базовой в семействе была модель 520i. Машина имела двигатель объемом 2.0 л и мощностью 150 л.с., после рестайлинга объем вырос до 2.2 литра, а мощность до 170 л.с. Спортивная версия BMW M5 была выпущена в 1998 году. Она оснащалась восьмицилиндровым двигателем S62 мощностью 400 л.с., который был сделан на базе двигателя предыдущего поколения BMW M62. Все автомобили, кроме BMW 535 и BMW M5, были доступны в кузовах седан и универсал. BMW 535 и BMW M5 выпускались только в кузове седан.

## История модели
Модель была представлена общественности в сентябре 1995 года на автосалоне во Франкфурте. Изменения в дизайне по сравнению с предыдущим поколением (BMW E34) оказались более значительными, чем при сменах предыдущих поколений. Кузов стал менее угловатым, «фирменные» двойные фары были объединены под общим стеклом, а окантовка решётки радиатора («ноздри») приобрела более округлую форму. Центральная консоль, как и в предыдущих поколениях, немного повёрнута в сторону водителя. За счёт увеличения колёсной базы было увеличено пространство для задних пассажиров. Подвеска автомобиля почти полностью выполнена из алюминия, что улучшило управляемость и снизило общий вес. Неподрессоренная масса подвески уменьшилась на 36%. Конструкция задней подвески с «подруливающим» действием задних колёс улучшает управляемость на дороге. Для лучшего распределения веса аккумулятор был размещён в подполье багажного отделения.
Весной 1997 года был представлен универсал Touring, который на 90 мм длиннее седана и на 100 кг тяжелее. Гамма двигателей была полностью идентична седану, а список стандартного оснащения был дополнен двумя боковыми подушками безопасности.
В 1998 году началось производство нового поколения BMW M5. На этот автомобиль устанавливали форсированный двигатель V8 BMW S62 с рабочим объемом 5.0 л, конструктивно схожий с двигателем M62B44, оснащённый системой изменения фаз газораспределения Double-VANOS и восемью индивидуальными дроссельными заслонками. Впервые на серийной модели BMW мощность двигателя достигла 400 л.с. Но в отличие от предыдущего поколения, BMW E34, не появилось универсала на базе BMW M5. Единственный в мире официальный BMW M5 E39 Touring заказал глава отделения BMW M GmbH.
В 1999 году модель получила часть конструктивных изменений, которые коснулись двигателей, и не повлияли на дизайн автомобиля. Основные изменения заключались в том, что шестицилиндровые двигатели получили систему Double-VANOS для обеих распредвалов, восьмицилиндровые — систему VANOS для впускных клапанов и двухступенчатые каталитические нейтрализаторы отработанных газов, позволившие удовлетворить требованиям Euro 4 2005 года.
В том же 1999 году появился дизель BMW M57 мощностью 184 л.с. с неразделённой (с выемками на поршнях) камерой сгорания, топливной системой Common Rail, турбонаддувом и промежуточным охлаждением воздуха на модели BMW 530d. Автомобиль был способен развивать 225 км/ч и и расходовал в стандартном загородном цикле менее 6 л/100 км[.
В конце 1999 года на российских дорогах появились первые автомобили BMW E39, собранные на предприятии АО «Автотор» в Калининградской области.
В начале 2000 года появилась модель BMW 520d с  4-цилиндровым дизелем BMW M47 с рабочим объемом 2.0 л и мощностью 134 л.с., оснащенным топливной системой Common Rail. Более мощная BMW 525d заменила предшественницу 525tds с 143-сильным дизелем BMW M51. На этой модели был установлен новый 6-цилиндровый дизель M57D25 с турбонаддувом с  рабочим объемом 2.5 л, который также был оснащён топливной системой Common Rail и развивал мощность 163 л.с.

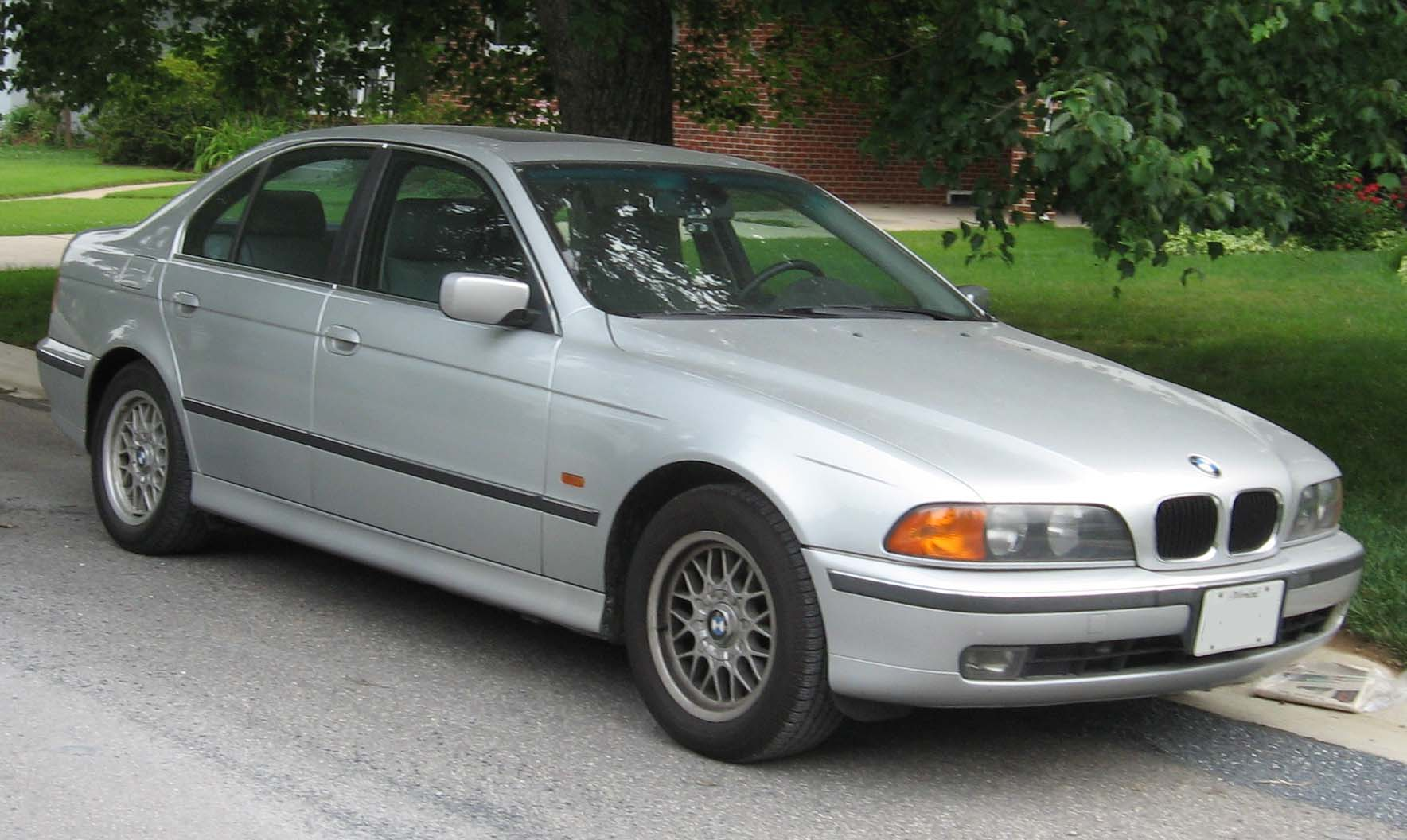
BMW E39 до рестайлинга.

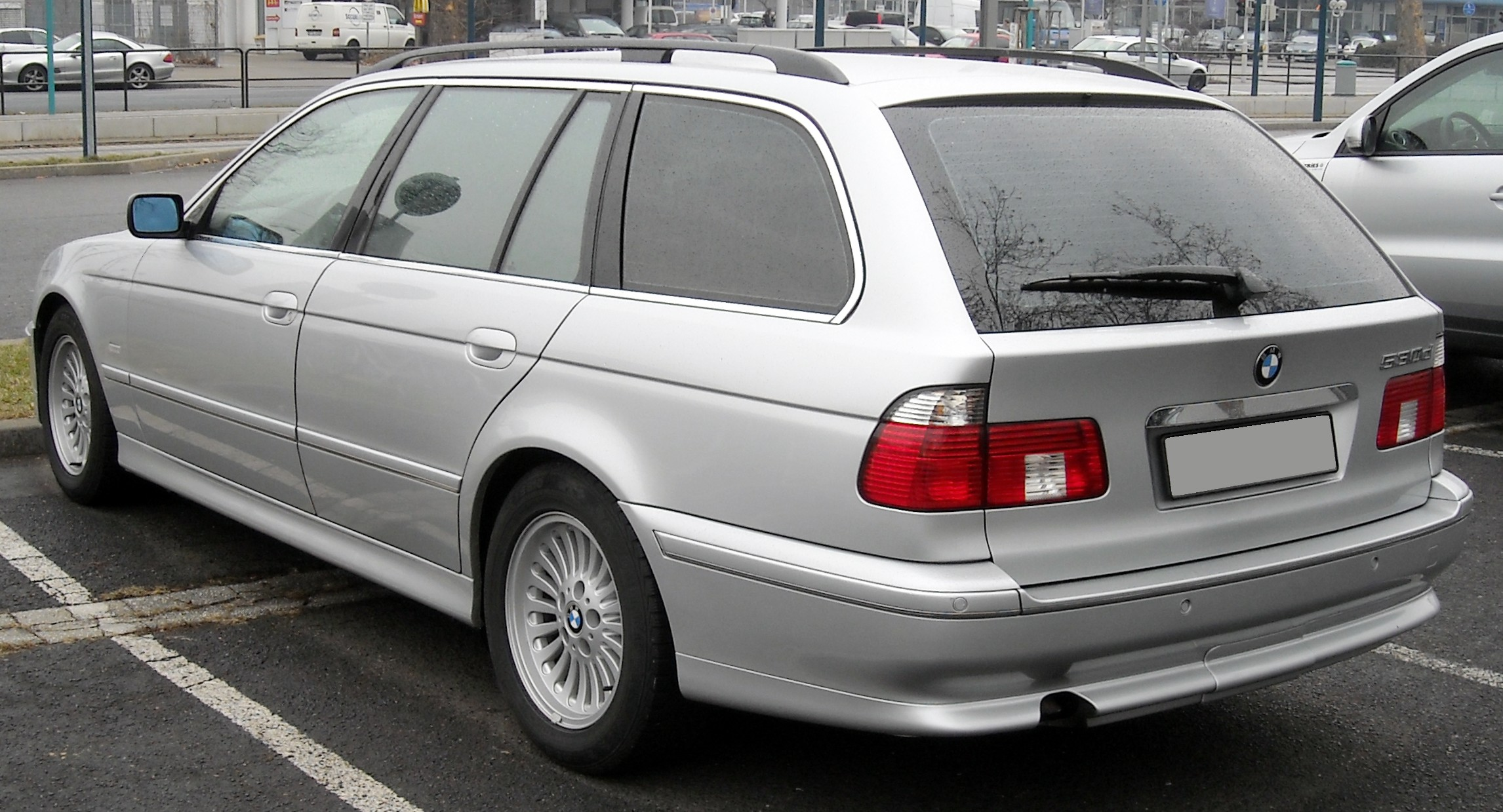
BMW E39 Touring.

### Рестайлинг 2000 года

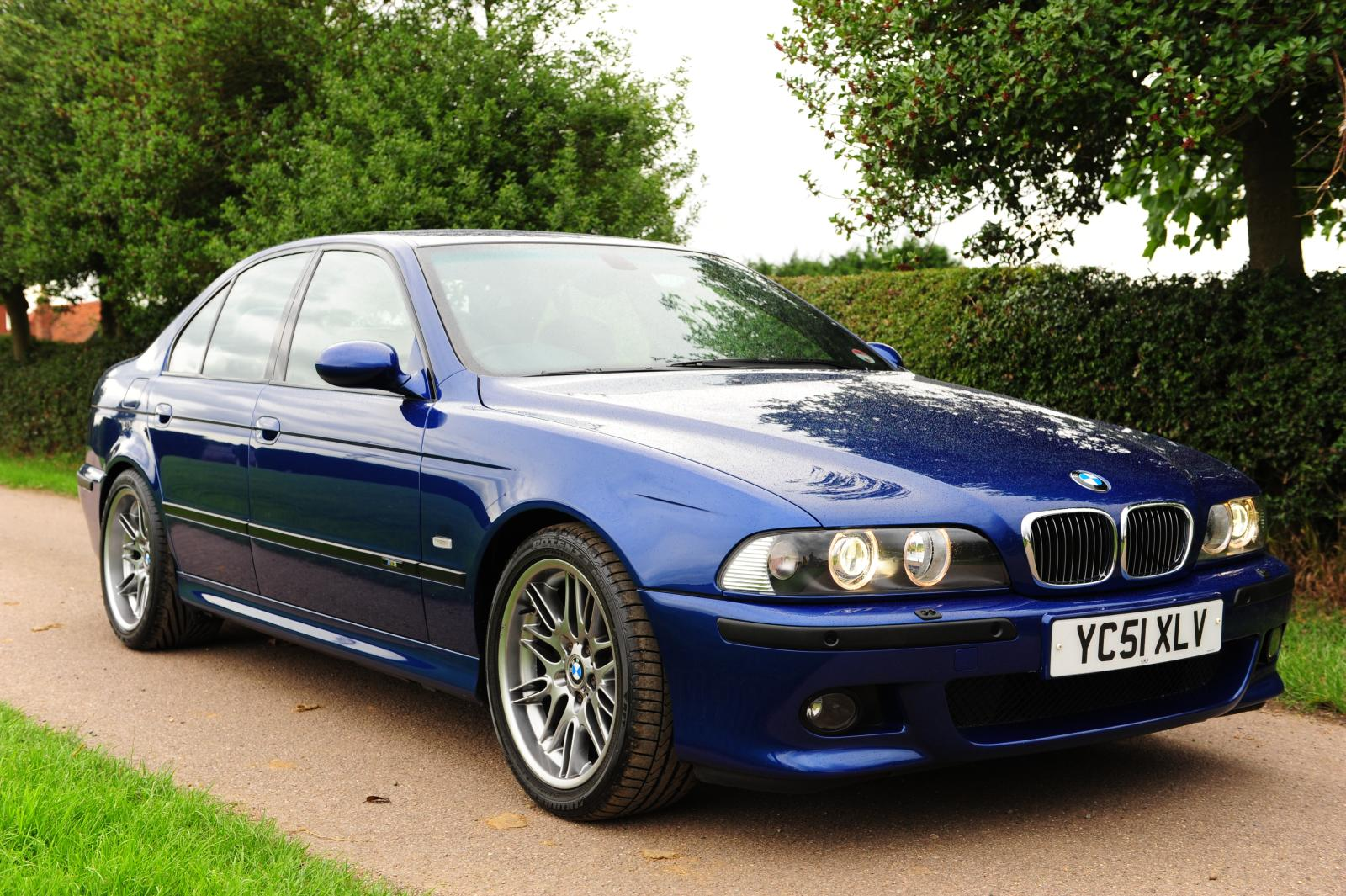
BMW M5 с фарами Hella CELIS («ангельские глаза»).

В сентябре 2000 года BMW E39 претерпела рестайлинг. Внешне обновлённую модель можно отличить по оригинальной светотехнике Hella CELIS («ангельские глазки»), бамперам с новыми противотуманными фарами, а также измененной решеткой радиатора. Также был изменён дизайн наружных зеркал, руля, автомобили получили новые двухступенчатые подушки безопасности, светодиодные габаритные огни.
Появились сразу три новых двигателя BMW M54 для моделей BMW 520i, 525i и 530i. Все двигатели рядные, 6-цилиндровые, с системой изменения фаз газораспределения Double-VANOS. Первый двигатель для BMW 520i был создан на базе двигателя предыдущего поколения BMW M52 с объемом 2.0 л. Увеличение хода поршня с 66 до 72 мм позволило увеличить рабочий объём с 1991 до 2171 см³ и максимальную мощность со 151 до 170 л.с. при 6250 об/мин. Второй двигатель также был создан на базе двигателя M52 с объемом 2.3 л, устанавливаемого на модели BMW 523i, но в модернизированном варианте, развивающий мощность уже не 170, а 192 л.с. Третий двигатель для модели BMW 530i впервые появился на моделях BMW 3 в середине 2000 года, это двигатель BMW M54B30 с рабочим объемом 3.0 л и мощностью  231 л.с.
К конструктивным особенностям модели относились также гидронаполненные сайлентблоки, которые эффективнее гасили вибрации, но имели меньший ресурс.
Поколение BMW E39 выпускалось до 2003 года, когда на смену пришло поколение BMW E60. Универсалы выпускались до 2004 года.

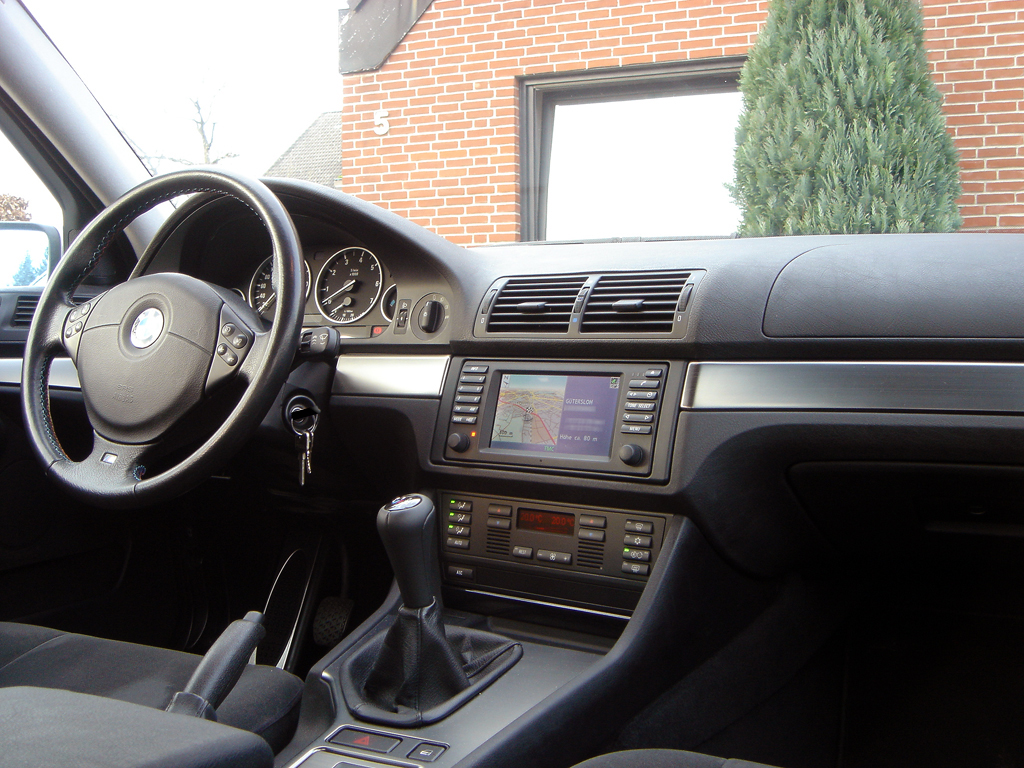
Салон BMW E39, рестайлинг.

## Двигатели
| Модель       | Цилиндры | Мощность  | Крутящий момент | Годы выпуска | Код мотора |
| ------------ | -------- | --------- | --------------- | ------------ | ---------- |
| Бензин- овые |          |           |                 |              |            |
| 520i         | 6        | 150 л. с. | 191 Н⋅м         | 1996 по 1999 | M52B20     |
| 520i         | 6        | 157 л. с. | 190 Н⋅м         | 1998 по 2000 | M52TUB20   |
| 520i         | 6        | 170 л. с. | 210 Н⋅м         | 2001 по 2003 | M54B22     |
| 523i         | 6        | 170 л. с. | 245 Н⋅м         | 1995 по 1998 | M52B25     |
| 523i         | 6        | 170 л. с. | 245 Н⋅м         | 1998 по 2000 | M52TUB25   |
| 525tsi       | 6        | 192 л. с. | 245 Н⋅м         | 2001 по 2004 | Marble     |
| 528i         | 6        | 193 л. с. | 280 Н⋅м         | 1996 по 1998 | M52B28     |
| 528i         | 6        | 193 л. с. | 280 Н⋅м         | 1998 по 2000 | M52TUB28   |
| 530i         | 6        | 231 л. с. | 300 Н⋅м         | 1999 по 2003 | M54B30     |
| 535i         | 8        | 235 л. с. | 320 Н⋅м         | 1996 по 1998 | M62B35     |
| 535i         | 8        | 245 л. с. | 345 Н⋅м         | 1998 по 2003 | M62TUB35   |
| 540i         | 8        | 286 л. с. | 420 Н⋅м         | 1997 по 1998 | M62B44     |
| 540i         | 8        | 286 л. с. | 440 Н⋅м         | 1998 по 2003 | M62TUB44   |
| M5           | 8        | 400 л. с. | 500 Н⋅м         | 1998 по 2003 | S62В50     |
| Дизельные    |          |           |                 |              |            |
| 520d         | 4        | 136 л. с. | 280 Н⋅м         | 2000 по 2003 | M47D20     |
| 525td        | 6        | 115 л. с. | 230 Н⋅м         | 1996 по 1998 | M51S       |
| 525tds       | 6        | 143 л. с. | 280 Н⋅м         | 1998 по 2000 | M51TUS     |
| 525d         | 6        | 163 л. с. | 350 Н⋅м         | 2000 по 2003 | M57D25     |
| 530d         | 6        | 184 л. с. | 390 Н⋅м         | 1997 по 2000 | M57D30     |
| 530d         | 6        | 193 л. с. | 410 Н⋅м         | 2000 по 2003 | M57TUD30   |

## Безопасность
BMW E39 показал себя в тесте Euro NCAP следующим образом:
| Euro NCAP                                               | Euro NCAP | Euro NCAP | Euro NCAP |
| ------------------------------------------------------- | --------- | --------- | --------- |
| Рейтинги                                                | Пассажир  |           | 25        |
| Рейтинги                                                | Пешеход   |           | 25        |
| Протестированная модель: BMW E39 520i седан, LHD (1998) |           |           |           |

## Цена
| Модель | Мощность, л.с. | Цена в 1995 году, немецких марок |
| ------ | -------------- | -------------------------------- |
| 520i   | 150            | 54500                            |
| 523i   | 170            | 58500                            |
| 528i   | 193            | 65000                            |
| 525tds | 143            | 57000                            |

| Модель | Мощность, л.с. | Цена Sedan, марок | Цена Touring, марок |
| ------ | -------------- | ----------------- | ------------------- |
| 520i   | 150            | 57000             | 61200               |
| 523i   | 170            | 61000             | 65200               |
| 528i   | 193            | 68000             | 73000               |
| 535i   | 235            | 82500             | -                   |
| 540i   | 286            | 94500             | 99500               |
| 525tds | 143            | 59600             | 63800               |

## Alpina B10

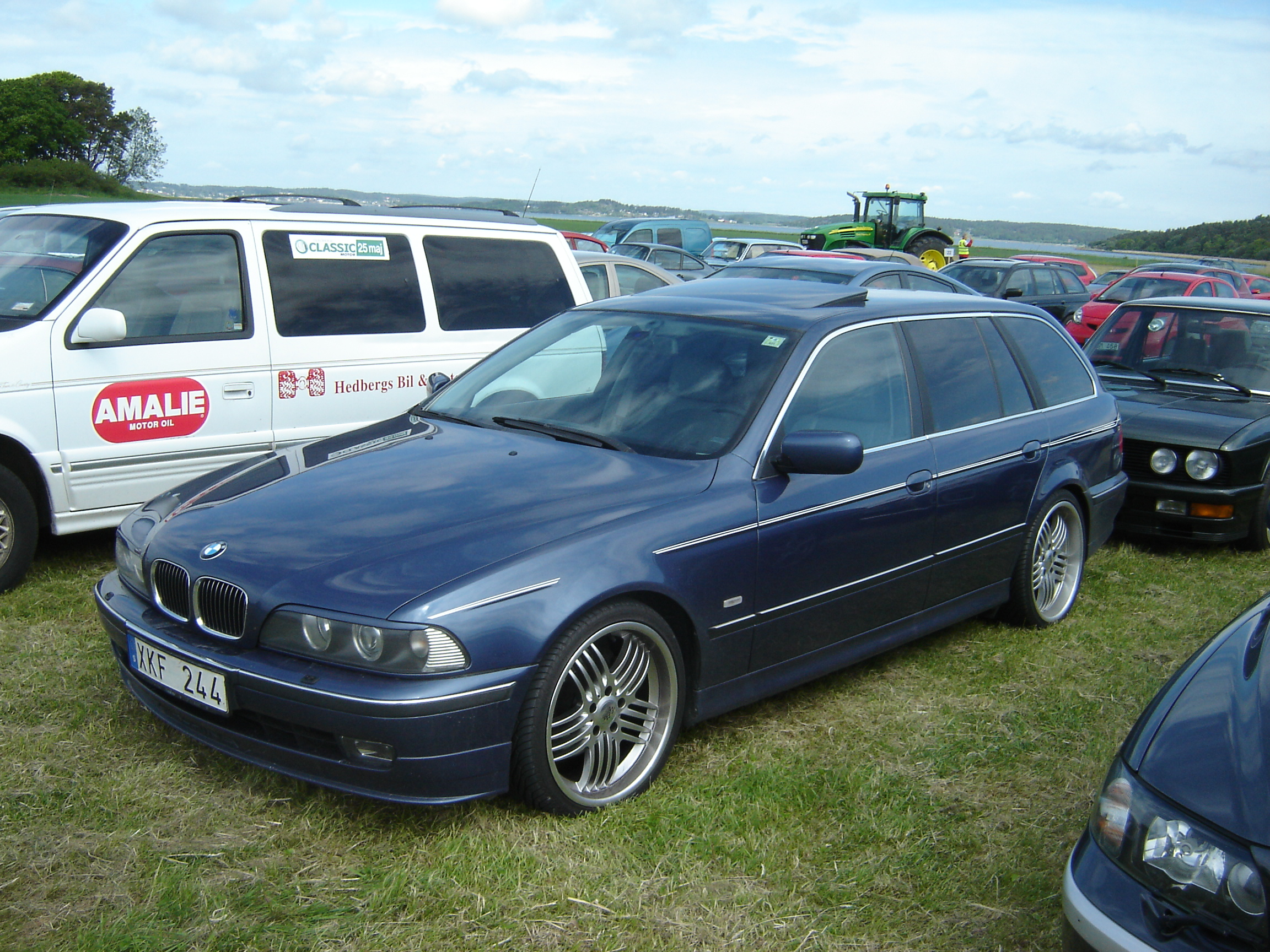
Alpina B10 Универсал

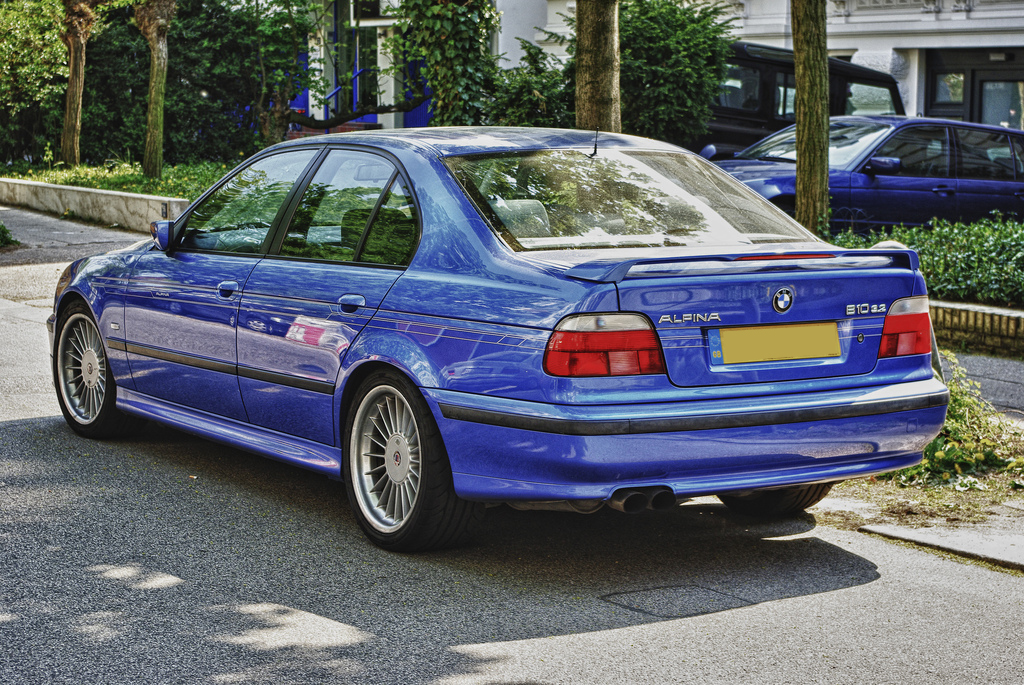
Alpina B10 седан

Третье поколение Alpina B10 выпускалось с кузовом седан и универсал на базе BMW E39 с января 1997 года по октябрь 2003 года.
В феврале 2000 года Alpina представила модель D10, первую шестицилиндровую дизельную модель Alpina на базе B10. Дизель с рабочим объёмом 2926 куб. см, с двумя турбонагнетателями, мощностью 180 кВт (245 л.с.) и крутящим моментом 500 Н•м был спроектирован на базе двигателя от BMW 530d.

### Двигатель
На третье поколение модели B10 устанавливали как рядный шестицилиндровый двигатель, так и V-образный восьмицилиндровый.
Шестицилиндровые двигатели объемом 3,2 и 3,3 литра были спроектированы на основе двигателей от BMW 528i и BMW 530i. В двигателе объемом 3,2 литра был расточен блок цилиндров, что увеличило рабочий объем до 3298 см³. Для этого обработали головку блока цилиндров, использовали модифицированный коленчатый вал и установили другие поршни и распредвалы. Модифицированная система впуска увеличила расход воздуха, выхлопная система Alpina-Bosal была выполнена из нержавеющей стали с металлическими каталитическими нейтрализаторами. Управление двигателем было полностью переработано, что увеличило выходную мощность до 206 кВт (280 л.с.).
Два двигателя V8 объемом 4,6 (B10 V8) и 4,8 литра (B10 V8 S) были взяты у BMW 540i. Их большой рабочий объем был также достигнут за счет расточки блока цилиндров двигателя, которая увеличила мощность до 250 кВт (340 л.с.), а затем и до 255 кВт (347 л.с.) для 4,6-литрового двигателя, для двигателя объемом 4,8 л до 276 кВт ( 375 л.с.).

### Подвеска и тормоза
Подвеска также подверглась доработке: автомобиль получил заниженную посадку с помощью доработанных пружин и сделали его жестче с помощью амортизаторов от Sachs. Тормозная система была позаимствована у BMW E39 с двигателем V8, позже у рестайлинговой модели E39.
| модель                             | B10 3.2                     | B10 3.3                    | B10 V8                            | B10 V8 S        | D10 3.0         |
| ---------------------------------- | --------------------------- | -------------------------- | --------------------------------- | --------------- | --------------- |
| Платформа                          | BMW 528i E39                | BMW 528i E39, BMW 530i E39 | BMW 540i E39                      | BMW 540i E39    | BMW 530d        |
| Период производства                | 08.1997–12.1998             | 02.1999-10.2003            | 01.1997-09.2002                   | 01.2002–05.2004 | 04.2000-10.2003 |
| Объем двигателя                    | 3152 см3                    | 3298 см3                   | 4619 см3                          | 4837 см3        | 2926 см3        |
| Количество цилиндров, конфигурация | 6, рядный                   | 6, рядный                  | 8, V- образный                    | 8, V- образный  | 6, рядный       |
| Мощность, кВт (л.с.)               | 191 (260) при 5900 об / мин | 206 (280) при 6200 об/мин  | 250 (340)/ 255 (347)*             | 276 (375)       | 180(245)        |
| Крутящий момент                    | 330 Н•м при 4300 об/мин     | 335 Н•м при 4500 об/мин    | 470 Н•м/ 480 Н•м*                 | 510 Н•м         | 500 Н•м         |
| Разгон, 0-100 км /ч, с             | 6,5 [6,9]                   | 6,3 [6,7]                  | 5,9 [6,2]/ 5,5 [5,6]*             | 5,4 [5,6]       | 7,2[7,5]        |
| Максимальная скорость, км/ч        | 260 [252]                   | 262 [256]                  | более 275 [более 268]/ 279 [269]* | 284 [273]       | 254[251]        |
| Расход топлива, л/100 км           | 7,8-14,6                    | 7,5-14,8                   | 9,5-21,7 / 9,2-19,4*              | 8,7-19,7        | 6,6-12,9        |
| Средний расход топлива л/100 км    | 10,2 [10,3]                 | 10,2 [10,3]                | 13,4 [14,7]/ 12,6 [13,4]*         | 12,7 [12,9]     | 8,8[9,1](АКПП)  |
| Октановое число топлива            | 98                          | 98                         | 98                                | 98              | ДТ              |
| Вес, кг                            | 1530-1620                   | 1690                       | 1770                              |                 |                 |

С (*)- для моделей с двигателем F4.